# Yodobashi-Akiba
Yodobashi-Akiba (jap. ヨドバシアキバ, ヨドバシAkiba) – centrum handlowe zlokalizowane w Akihabarze zostało otwarte 16 września 2005 roku. Całkowita powierzchnia budynku wynosi 63 558 m². Głównym sklepem centrum handlowego jest Yodobashi Camera Multimedia Akiba.
Budynek posiada 9 kondygnacji naziemnych i 6 podziemnych, z parkingiem między 2 a 6 piętrem.

## Koncepcja projektu
Centrum handlowe Yodobashi-Akiba zostało zbudowane przed stacją Akihabara jako zwieńczenie gigantycznych sklepów Yodobashi Camera. Zewnętrzna konstrukcja została wykonana z naturalnego kamienia importowanego z zagranicy, a okna wystawowe na niższych poziomach tworzą poczucie luksusu i ożywiają miasto. Część podziemna łączy stację początkową Tsukuba Express, podczas gdy bezpłatne przejście po południowej stronie łączy plac dworcowy ze stacją metra Eidan i stacją Shōwa-dori. Pojawienie się sklepu Yodobashi znacznie zmieniło przepływ ludzi, która była dotychczas podzielona, i sprowadziło zwykłych klientów do Akihabary, która była „miastem otaku”.